# Segmentul C
Segmentul C este a 3-a categorie a segmentelor europene pentru autoturisme și este descris drept „mașini medii”. Este echivalent cu clasa de mărime „mașină de familie mică” Euro NCAP și categoria de mașini compacte din Statele Unite.
În 2011, segmentul C avea o cotă de piață europeană de 23%.